# 松苧神社
松苧神社（まつおじんしゃ）は、新潟県十日町市犬伏（いぬぶし）の松苧山にある神社。「松苧大権現」とも呼ばれる。本項では、犬伏の松苧神社以外にも、平成の大合併後の十日町市を中心とした地域に点在している松苧神社にも触れる。

## 歴史
松之山郷（十日町市の旧松代町と旧松之山町）を含む東頸城地方は、新潟県の東南部に位置する。この地域には高峰はないものの平地も少なく、保倉川や渋海川などの川沿いがところどころ開けている以外はほとんどが山間の傾斜地で占められている。この地域からは縄文土器や石器が発掘されていることから、古代より先住民族（高志族）が住んでいたと推定されている。後述のように高志族を代表する存在が松苧神社の祭神、奴奈川姫命であり、総社である犬伏の松苧神社本殿には奴奈川姫命が祀られている。
また奴奈川姫命は織物の神として尊崇されていた。織物の生産を守る神の存在として松苧神社が意味づけられ、各地に作られることになった。松苧神社は旧松代町に12社、旧松之山町に6社、旧大島村に1社ある。総社は犬伏の松苧神社であり、松之山郷66村や近隣地区の総鎮守としても信仰されている。
松苧神社という社名は明治維新後の1869年（明治2年）6月に改められたもので、それ以前は「松苧権現」または「松苧大権現」の名で呼ばれていた。多くの文献では、807年（大同2年）、坂上田村麻呂の創建という説を伝えている。
ただしさらに古くからこの地に鎮座していたとの古伝があり、110年（景行天皇40年）にはすでに高松の地に鎮座していたとの言い伝えがある。創建当初の社殿は、松苧山の北東の頂上、高松に存したという。同じく古伝では665年（天智天皇4年）に藤原鎌足が宮殿を造り変えて祈願所としたという記述がある。
時代は下って807年（大同2年）、坂上田村麻呂が蝦夷への遠征の帰途、この地を訪れたとの伝承がある。このときに田村麻呂は奴奈川姫命を祭神として祀り、神社を松苧山の西南の頂（元権現）へと遷宮したと伝わる。その後1497年（明応6年）から1590年（天正18年）のいずれかの時期に、2023年現在の地に遷座している。
中世には女人禁制の地となり、女性は松苧山中腹にあった中院（後述）の白馬（しらば）観音堂までの入山が許された。禁が解かれたのは明治維新後のことであるが、その後も女性の登拝は少数である。
松苧神社は1787年（天明7年）に藤原武重が著した「越後国式内社案内」では、式内社阿比多神社の可能性が指摘されている。しかし式内社阿比多神社は上越市の阿比多神社のことであるとの説が有力で、松苧神社は式外社（延喜式に記載されていない神社）とされている。
1595年（文禄4年）のころ、上杉氏が行った領国検地により朱印状と社領200石が安堵された。しかし、1610年（慶長15年）ごろ、大久保長安が朱印状を書替の名目で神社から取り上げ、後に役替（やがて改易）となったため社領は没収された。そののち領主などの参拝は多く行われたものの、社領の回復は叶わず、修復の機会に代官所から御用木の寄進がある程度にとどまっていた。そのため、神社の護持は松之山郷66か村に委ねられる結果となった。
1923年（大正12年）刊行の『東頸城郡誌』によると、松苧神社は境内地4800坪、ほかに道敷2250坪といい、氏子は犬伏集落の79戸であった。松苧神社は1872年（明治5年）4月に村社となり、翌年6月には郷社となった。1874年（明治7年）1月には再度村社に列し、1906年（明治39年）12月31日に神饌幣帛料供進社に指定された。
昭和20年代前半まで松苧神社に多くの古文書が残されていたと伝わるが、その後散逸した。残っているのは宮司蔵の境内地賣件、一通御神號由緒書上帳2冊などで、史資料として活用されている。

## 祭神
松苧神社の主祭神は、奴奈川姫命である。『頸城誌稿』などにみられる説では大山咋命（大山祇命）と市杵島姫命を合祀するとの記述がある。奴奈川姫命は、この地の先住民族（高志族）を代表する存在であった。奴奈川姫命については、遠く出雲から「妻問い」に訪れた大国主命との恋物語や、糸魚川に産するヒスイの伝説などが知られているが、松之山郷に伝わる奴奈川姫命の話はヒスイとは関連がない。
松之山郷に伝わる奴奈川姫命の伝説はおおよそ次のようなものである。かつて奴奈川姫命は西頸城にある「うど」の里に住んでいた。彼女はしつこい求婚者から身を隠そうとして「うど」の里を後にした。
姫とその一行が妻有（2023年現在の十日町市と津南町の一帯）までたどり着いたところ、追手は信濃川を船止めにしていて先に進めなくなっていた。困り果てた一行の目前に1頭の鹿が現れて、その鹿の渡った後を辿って一行は川を越えた。峠の頂に至ってから衣服の濡れを乾かし、しばしの休息をとった。峠を降りて東川村に着くと、姫はこの地に供の者を1人残して追手の番をさせた。後にこの地には「後見権現」という宮が建てられた。さらに松口という地にたどり着くと、庭先で洗濯をしている老婆に出会った。姫が助けを求めると、老婆の答えは「隠してほしいなら、この洗濯水を飲め」というものであった。姫は老婆の言葉に従って水を飲み、姿を隠した。追手が老婆のもとに来て姫の行方を尋ねたところ、老婆は「おら家に隠れる所があったら、どこでも探せ」と言い、追手に洗濯水をぶちまけた。この地には後に「足洗権現」（葦原権現）
が祀られたという。姫は難を逃れて浦田村にたどり着き、追手の目を逃れるため、農家の女になりすまして苧を紡いでいた。追手から逃げおおせた姫はこの地を住まいと定め、ここに宮を建てた。
本地垂迹説によると、奴奈川姫命の本地仏は馬頭観世音菩薩である。馬頭観世音菩薩は遠く天竺の摩訶陀国から姫の姿となってこの地に現れ、携えていた五葉の松と青苧をこの地の人々に伝授した。そして松苧山に入り、高松の地に鎮座したと伝わる。
この近辺での奴奈川姫命は、織物の神として尊崇されている。越後国における上布（縮）は、かつて松之山地域が主産地であった。白布の原料として、カラムシ（青苧:あおそ）や苧（お）を用いた糸つむぎは古くから冬季の重要な仕事となり、織布が生産されるに従って、栽培地域が広がっていくことになった。江戸時代に越後縮の消費が広がると、青苧が不足し、会津苧・米沢苧・最上苧が用いられる。これらの苧は、かつて上杉氏が移封となる際に持参されたもので、原産は松之山地域であったとみることが出来る。
前述のように織物の生産を守る神の存在として松苧神社が意味づけられ、各地に作られた。その中で犬伏の松苧神社は松之山郷66か村の総鎮守として尊崇を受けた。犬伏の松苧神社本殿には奴奈川姫命が祀られている。その他、吉田村中手（なかって）集落にある松苧神社も奴奈川姫命が祀られており、同集落に湧き出る水は新潟県の名水100選「中手の松苧清水」として親しまれている。また、仙田村や松之山町天水越の松苧神社は、大山咋神を祭神としている。同様の事例として、松之山町東川の松尾社は、奴奈川姫命を祭神としている。また、浦田の松苧神社は、1936年の浦田村役場の調査によると、奴奈川姫命を含めた八柱を祭神としている。これらの関係性は松尾神社との混同があることや、時代変化によって祭神が変えられたり、神社側から祭神を変えることがあったとも分析されている。その信仰は刈羽や魚沼などの近郊にも広まり、織物の神としてだけではなく武運長久や男児の守り神としても崇められた。
松苧神社には坂上田村麻呂や源義家の祈願所であるとの古い伝承があり、このような伝承は他の地域でも見受けられる英雄や武将との関連譚と思われるものの、同時にその由緒の古さと重要性を示すものという見方がある。『松代町の文化財』（1982年）では田村麻呂との関連について「多くの資料が記すように、やがて本格的な社殿が大同2年に坂上田村麻呂の命により建てられたと見るべきであろう。（後略）」と肯定的な見解を示している。そして上杉謙信に代表される近在の武将たちや代々の高田城主である松平忠輝、酒井家次、松平忠昌などが祈願所とした。武将たちの崇敬が篤かった理由として、創建といわれる坂上田村麻呂に対する崇拝があったとの説がある。その後近現代においても、満州事変から第二次世界大戦に至る時期はこの地方の人々を挙げての戦勝祈願所でもあった。

## 総社（犬伏）

### 本殿
標高360メートルの松苧山の山頂に本殿がある。1980年（昭和55年）7月から1982年（昭和57年）3月に、根本的な大改修（昭和の改修）が行われた。この本殿は、新潟県内において建立年代が確認できる最古の建築物とされている。

#### 懸造としての創建
松苧神社本殿は、後述の1980年から1982年にかけて行われた修復工事の際、向拝最上部の部材に書かれた墨書の内容から、1497年（明応6年）に建立されたと考えられるようになった。創建当時、松苧神社本殿は、2023年現在の松苧山山頂よりも約200メートル南東の、元権現に建てられたと推定されている。創建時の松苧神社本殿は西側が崖になっている元権現の地形に合わせ、崖にせり出した形の懸造であった。
創建当初、懸造であったことは、移築された後の2023年現在の松苧神社本殿の部材の一部が短く切り揃えられていること、また材の形状から、かつて手すりが取り付けられていたと考えられるものや柱根部が長いものなど、崖からせり出した部分に用いられていたものを転用したと考えられる部材が確認されたことから明らかとなった。用材はスギ、ゴヨウマツ、ケヤキなどがあって一定しておらず、運搬が困難であったため現地調達をしたのではとの推測がある。
元権現から2023年現在の松苧山の山頂に移築された時期は、はっきりとしない。懸造であった時期に崖からせり出した部分に用いられていた部材の状況から判断すると、創建後比較的早い時期に移築されたものと推定されている。なお、移築後も継続使用された部材の多くに焼損が見られることから、移築作業時に火災が発生した可能性が指摘されている。また移築に伴い、相当数の部材が取り換えられていることが確認されている。

#### 山頂への移築

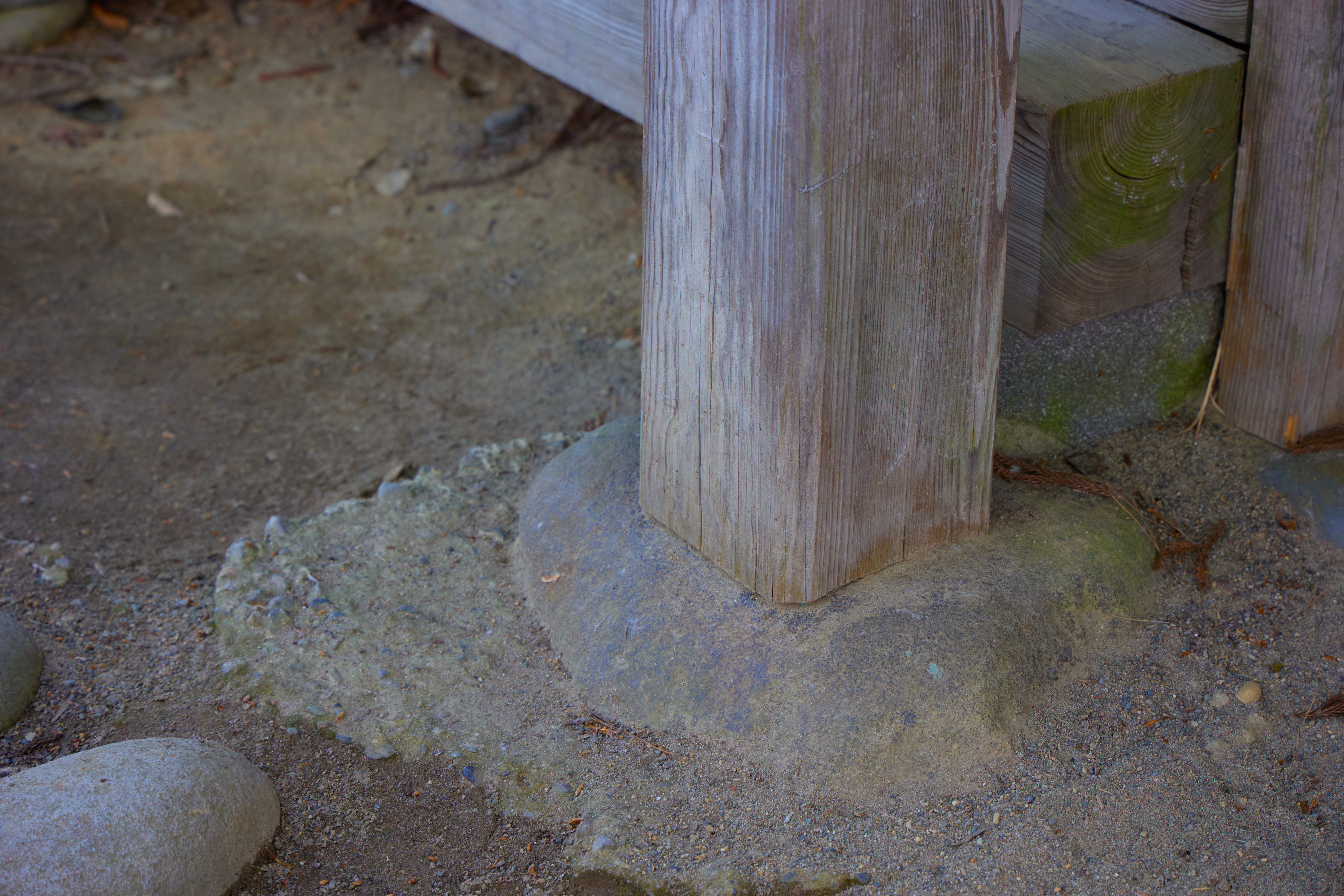
松苧神社の礎石は信濃川から運ばれたと考えられている。

山頂に本殿が移築された松苧山は標高360メートル、ふもとの犬伏集落からの標高差は約200メートルである。山頂部には本殿の他、本殿前に狭い広場があるが、周囲は四方とも急斜面になっている。地盤は砂岩質であり、整地がなされた後に本殿を移築している。また冬季は平均4～5メートルの積雪に覆われる。
礎石は安山岩質の玉石で、山頂部まで運搬しなければならなかったためか、比較的小型である。なお近くを流れる渋海川には丸石は見られず、信濃川の流域から運び込まれたと推定されている。
本殿は茅葺、寄棟造であり、正面、背面とも約7.92メートル、側面13.2メートルの奥行きが長い建物である。本殿の建築様式は正面にまず外外陣、中央部に広い外陣を設け、奥を3分割して西脇陣、内陣、東脇陣を設け、内陣内には宮殿を安置している。このような建築様式は神社建築としては特異であり、山伏の道場など 修験道の建築の影響を受けているのではないかと見られている。
本殿の部材は全体的に太目であり、向拝、庇は小さめに造られている。これらは冬季の豪雪に対応した工夫であると考えられる。
なお1980年から1982年にかけて行われた修復工事によって、移築後に行われた複数回の修復の際に改変された部分があることが明らかになった。そこで修復とともに移築当時の建物への復元作業が行われた。

#### 宮殿
内陣に安置されている宮殿は、入母屋造、こけら葺、朱塗りのかなり規模が大きなものである。建立時期については、宮殿の前に置かれている狛犬に1403年（応永10年）の銘があることから、本殿に先んじて建立されたとの説、本殿とほぼ同時期に建立されたとの説がある。
なお、宮殿の裏壁から増海法師という人物に関する墨書が見つかっている。墨書ではこの増海法師は上方の人を思いながら、1485年（文明17年）に大般若経を誦読したと紹介されており、神仏習合の信仰を示していると考えられる。

#### 昭和以前の改修
1955年の調査時、棟木に1590年（天正18年）、上杉景勝を施主とした改修が行われたとの墨書が確認されたとの記録があるが、1980年から82年にかけて行われた昭和の改修時には確認できなかった。
昭和の改修時には、1684年（貞享元年）、1717年（享保2年）、1792年（寛政3年）の改修について記録した墨書が、ともに屋根の小屋組内で確認された。1684年の修復では屋根、小屋組、軒周りの修復、1717年と1792年には屋根の修復が行われた。また1684年の改修時には移築時と同様に多くの部材が交換され、建物の改変も行われた。
江戸期の大規模改修については、地元松之山郷に加えて魚沼、十日町そして代官所の協力のもと、実施されたと考えられている。屋根の葺き替えなど比較的軽微な改修については、松之山郷で担っていた。そして毎冬の雪下ろしなどは地元犬伏やその周辺の人々が担っていたと考えられている。
明治以降には1884年（明治17年）に建物の改変を含む改修と建具の補修、1914年（大正3年）に建具の補修が行われた。

#### 昭和の改修
後述のように松苧神社本殿は1978年5月31日に重要文化財に指定されたが、建物全体の老朽化が進み、雨漏りによる木材の腐食、雪の重みによる部材の折損などが目立つようになり、倒壊の危険性が取り沙汰されるようになっていた。そこで屋根などの応急的な補修を行ったが、抜本的な修理の実現を求め、文化庁の保存修理の指導を要請した。
要請を受けて1979年10月、文化庁の係官が松苧神社に派遣され、検分の結果、文化庁指導のもとで建物の解体修理を行うことが決定された。修理計画は財団法人文化財建造物保存協会に委嘱された。解体修理はまず山頂の現場で解体された部材を索道でふもとまで下ろし、冬季に部材の補修、加工を行い、山頂での基礎工事の後に部材を戻して組み立て作業を行う計画となった。総事業費約9000万円、工事期間は21カ月を予定し、1980年7月から工事が始められた。
工事は文化庁の指導を仰ぎながら、設計、管理は財団法人文化財建造物保存協会が担い、簡易な工事は請負作業としたが、主な工事は直営で遂行することになった。解体工事中に判明した山頂移築後の改変については移築当時の姿に戻す方針が立てられ、1980年末には復元工事案が文化庁から許可が下りた。
礎石に関しては割れたものは無く、すべて再利用することができた。建物に関しては全体にゆがみを生じており、西北西側に大きく傾いていたために昭和の解体修理前には筋交を入れる補強がなされていた。部材の中には腐ったものやシロアリによる食害が著しいものが多く、雪の重みで折れた部材もあって全体の約4割の交換を要した。
1981年度は部材を山頂に戻す作業、組直し、屋根の葺き替え、その他の諸工事を行い、11月には完工し、1982年3月、事後処理を含めて予定通り全事業が終了した。

#### 改修後の保全作業
1978年3月18日、地域の貴重な文化財である松苧神社の保存、管理を図り、後世に伝承していくことを目的とした松苧神社保存会が発足した。会員は松代町全世帯、会費は一戸あたり100円とされた。
松苧神社保存会は会費の他、国庫と町からの補助金により運営され、地元の集落の人たちによる屋根の修繕、5月の七つ詣りとお盆前の参道の整備、そして冬季の雪下ろしの経費に充てられている。なお、冬季の雪下ろしに関しては安全性の考慮と従事者の高齢化に伴い、2002年度からは屋根にシートを張ることによって対応することになった。

### 中院と林蔵寺

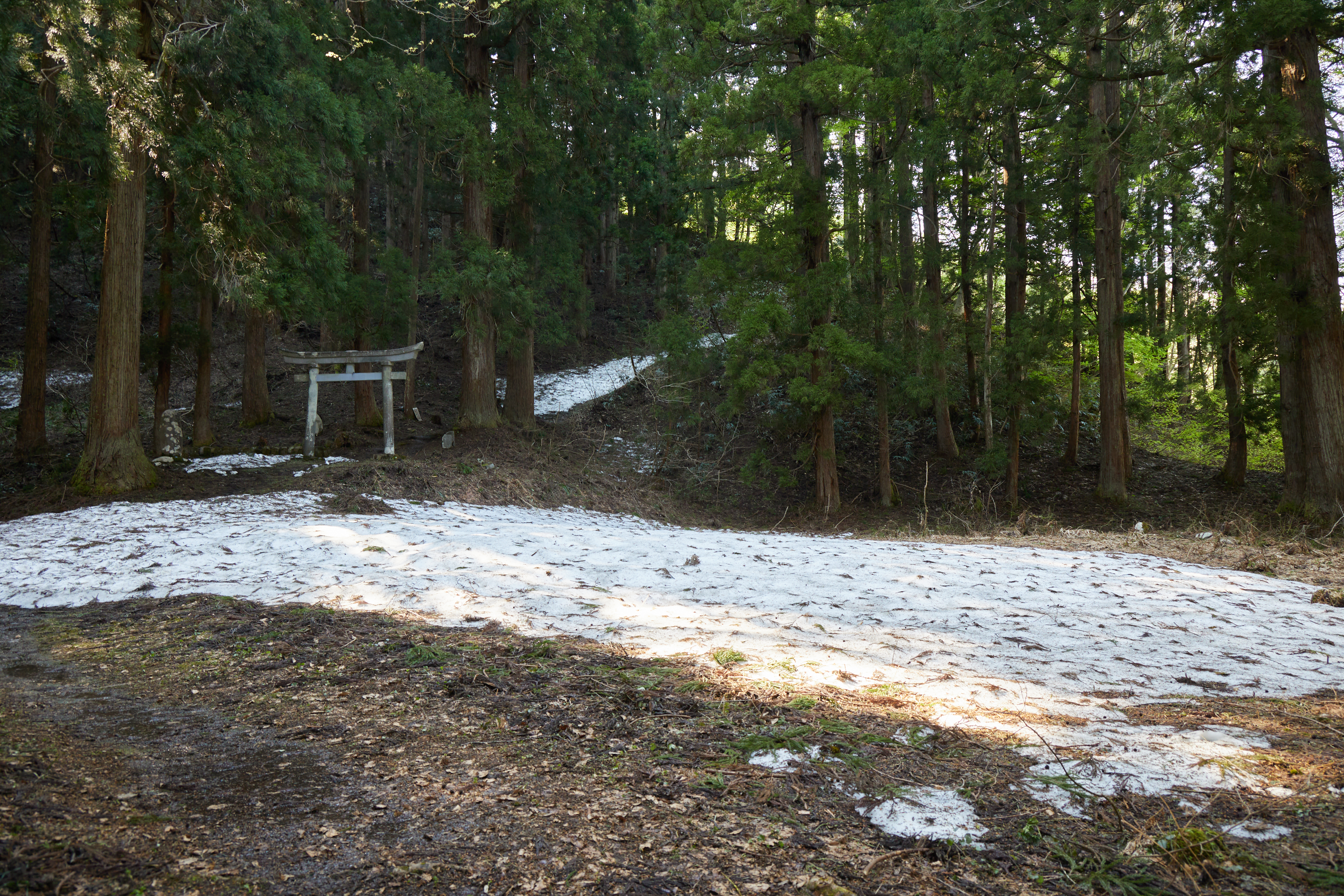
中院の跡地

神仏習合の影響を受けて、かつて松苧神社には別当寺として養泰寺、養泰寺の後進に当たる林蔵寺があった。
1945年以前、松苧山の中腹には中院（白馬観音堂）があった。中院は12世紀後半の文治年間に創建され、真言宗松苧権現の別当寺である養泰寺が所有していたと伝えられている。その後16世紀前半の大永年間に養泰寺は住職がいない無住寺となってしまい、火災にも遭っていったん廃絶してしまう。しかし天文年間には再興されて寺名を林蔵寺と改めた。このような養泰寺の廃絶、林蔵寺の再興に関わらず、中院は松苧権現の遥拝所としての機能を果たし続けていたと伝えられている。
中院の本尊は馬頭観音であり、白馬観音堂と呼ばれていた。伝承ではエンジュの一木で造られていたとされ、遺された平面図によれば一辺約9.1メートルの正方形の建物であった。しかし建築様式、建築年代ともに不明であった。
中院は記録的な豪雪に加え、戦時中の人手不足の影響で手入れが行き届かなかったことが影響し、1945年の冬季に倒壊してしまった。
一方、林蔵寺は犬伏集落の南東端にあり、松苧権現の社務所を兼ね、屋号を「お宮」と呼んだ相当規模の建物であったと伝えられている。
明治維新後の神仏分離に伴い、これまで松苧権現と呼ばれていたものが松苧神社と名称を改め、神職と僧を兼ねていた別当も神職に専念することになり、林蔵寺は廃寺となる。その後も林蔵寺の建物は残っていたものの、1960年頃に一般住宅に改造され、その後、建物を管理していた松苧神社の宮司も犬伏から転出してしまい、中院とともに林蔵寺の建物も失われてしまった。犬伏の松苧神社宮司の転出後、松代神社の宮司が兼務している。

### 里宮
総社松苧神社の里宮として犬伏集落内に創建年代不詳の神社がある。もとは四海（しぶみ）神社と呼ばれていて、諏訪神社と合祀した後、犬伏神社と改称されたという説と、諏訪社と合祀後に四海神社となったとの説がある。祭神は四海彦神、四海姫神、建御名方神である。

### 年中行事
1759年（宝暦9年）の林蔵寺記録帳に、祭礼に関する記述が残っている。記録帳によれば正月1日、2日、5日、9日に正月祭が行われた。中院の祭礼は7月17日、18日の両日に渡って行われ、本殿の祭礼は9月9日、19日、29日の3日間であり、中でも9月19日にはお神酒や収穫後の新穀で作った赤飯を振る舞う習わしであったと記されている。
2023年現在の5月8日の祭礼がいつの時代から始められたのかは明らかではないが、江戸時代から始められていたとの言い伝えもある。そして8月18日の祭礼と、松苧神社では年2回の祭礼が行われている。

#### 七つ詣り（春の例大祭）

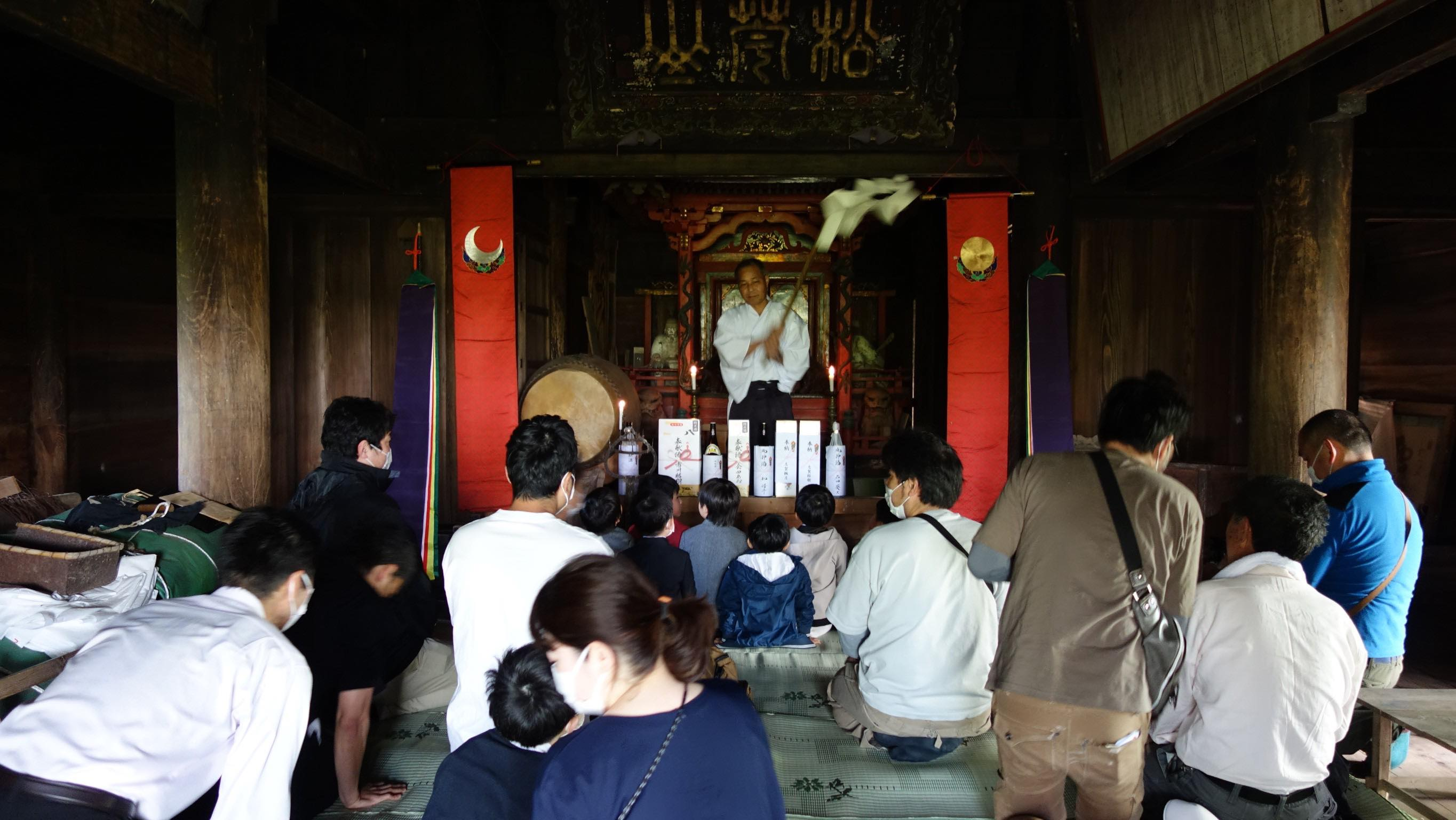
七つ詣り（2022年5月8日）

毎年5月8日に、その年の豊作を願うと同時に数え年7歳になる男子が成長のお祝いに山頂にある松苧神社まで山を登る行事である。参加者は旧松之山町、松代町の松之山郷内はもとより、新潟県内外の松之山郷を離れた人たちの参加も見られる。神社では、まず宮司の祝詞とお祓いを受ける。社殿の前にはおもちゃ屋が開かれ、刀・鉄砲など男子のおもちゃを付き添いの者が買い、家族や親戚縁者が集まって宴会が行われ、その後、下山する。別名を「権現様詣り」とも言う。

#### 犬伏裸祭り（秋の例大祭）
8月18日は、宵宮として犬伏集落の盆踊り、裸祭り、裸太鼓の行事がある。かつては近隣の村々からの参加者を集めて中院の境内で草相撲が行われていたが、2023年現在は行われなくなった。なお裸太鼓は小中学生、裸祭りは青年層が担っている。

### 交通アクセス
- 北越急行ほくほく線まつだい駅から、車で約10分[45]
- 関越自動車道六日町IC・北陸自動車道上越ICから、国道253号で約60分[45]
- 登山道入口から徒歩（山道）約25分で山頂に到着[45]

## 文化財

### 松苧神社総社関連

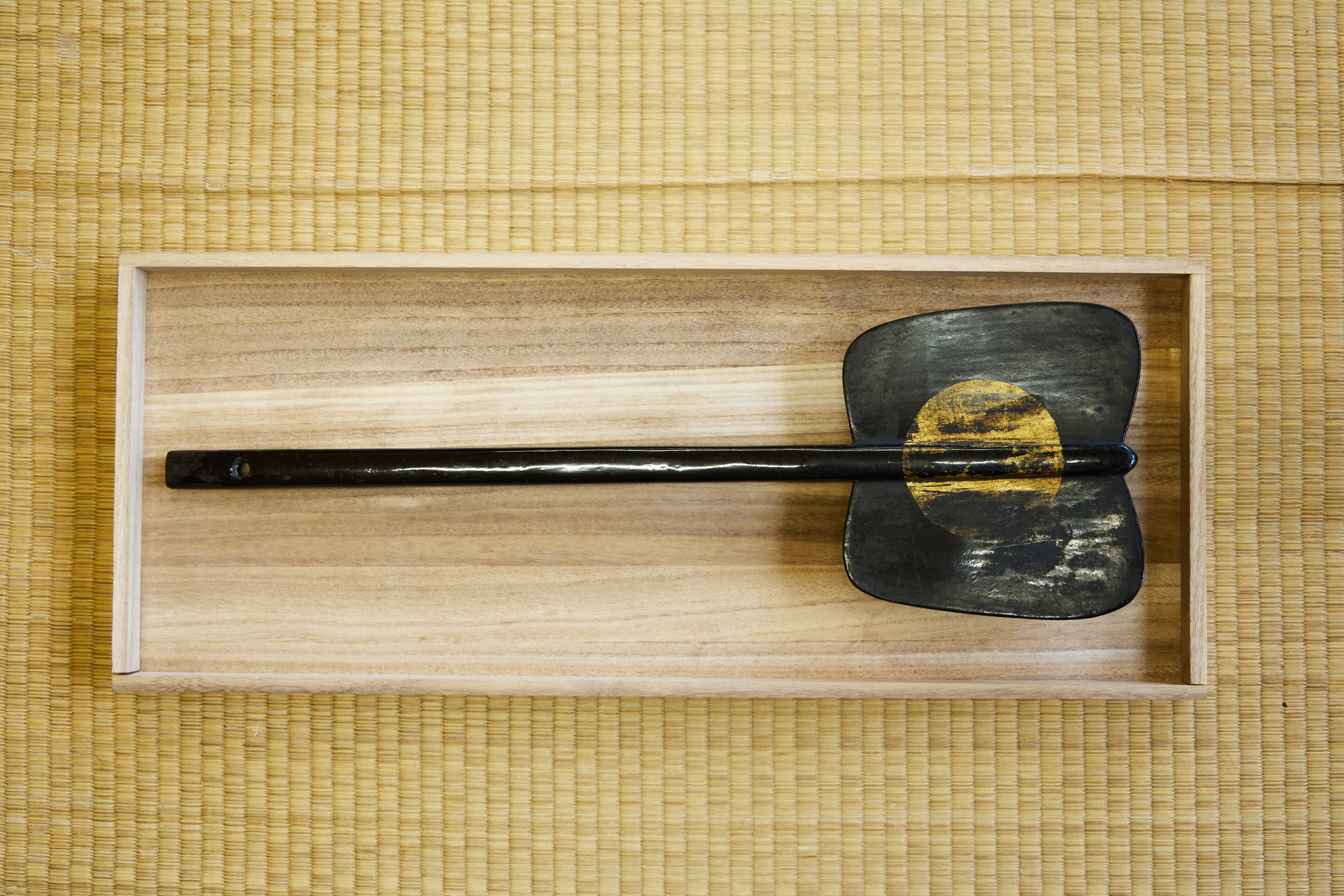
軍配

松苧神社本殿・附 宮殿
国指定重要文化財、1978年（昭和53年）5月31日指定。旧松代町指定文化財第1号。
1953年7月、新潟大学の金原省吾教授による専門的な調査が行われた。1970年8月7日に開かれた松代町文化財調査審議委員会において、神社社殿・馬頭観音像・小太刀・軍配・唐獅子について、「歴史上、芸術上の価値が高いもの」とされ、町有形文化財に指定すべく答申・指定された。その後、1974年8月には新潟県教育委員会による調査の結果、県指定文化財の指定申請がなされた。1975年7月に東京大学の稲垣栄三教授らによる調査が行われ、翌1976年5月から6月にかけて、稲垣教授の依頼により建築士による建物の詳細な調査が実施され、結果が文化庁に提出された。それを受けて1977年7月、文化庁による調査が実施され、同年11月1日、文化庁長官に重要文化財指定申請書を提出した。そして1978年5月31日、重要文化財に指定された 。
木造狛犬（向獅子一対）
十日町市指定有形文化財（彫刻）第1号。旧松代町指定文化財第2号、1970年（昭和45年）8月7日指定。
松苧神社本殿の昭和の大修理に併せて、1981年に修復された。その際に狛犬の胎内から応永10年8月21日（1403年9月7日）作と明記された墨書が発見された。
木造馬頭観音坐像（白馬観音像）
十日町市指定有形文化財（彫刻）第2号。旧松代町指定文化財第3号、1970年（昭和45年）8月7日指定。
元来、松苧山中腹の中院に安置されていたが、中院老朽化に伴って犬伏集落で保存されるようになっていたため、1945年の豪雪による中院崩壊の難を逃れることが出来た。台座には狛犬と同年の応永10年8月24日（1403年9月10日）作と記されている。木造狛犬と同様に、本殿の昭和の大修理に併せて1981年に修復された。

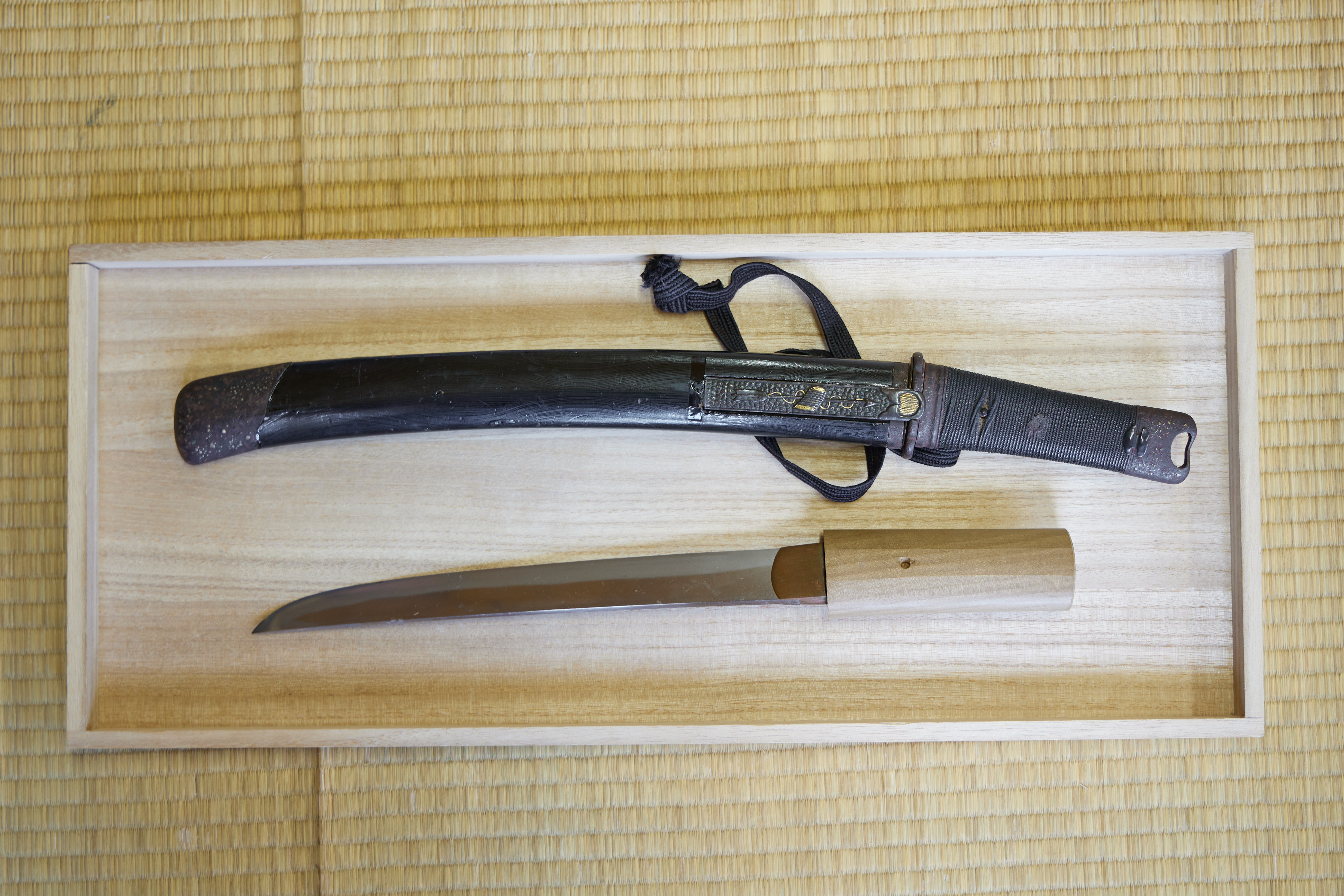
短刀（備州長船兼光の小刀）
全長45.0センチメートル、刀の巾2.5センチメートル、反り0.2センチメートル、十日町市指定有形文化財（工芸品）第1号。旧松代町指定文化財第4号、1970年（昭和45年）8月7日指定。
上杉謙信が北条氏康を攻める関東遠征時に奉納された短刀であるとの伝承がある。
軍配
十日町市指定有形文化財（工芸品）第2号。旧松代町指定文化財第5号、1970年（昭和45年）8月7日指定。
片側は黒漆地に金色の日の丸、もう片側は黒漆地に赤い日の丸が描かれている。短刀と同様、上杉謙信が北条氏康を攻める際に奉納されたとの伝承がある。関東管領の旗印が黒地に赤の日の丸であることから、上杉謙信の武運長久を祈願するとともに、関東管領就任を祝い奉納された軍配であるとの説がある。
御輿
十日町市指定有形文化財（工芸品）第5号。旧松代町指定文化財第12号、1981年（昭和56年）2月26日指定。
松苧神社本殿内に保存されている。以前は江戸時代以降の制作と言われていたが、本殿の昭和の大修理に併せて調査が行われ、木組みや様式に鎌倉時代の建築の特徴が見られることから、安土桃山時代の制作ではないかと考えられるようになった。
四季発句百吟の献額
十日町市指定有形文化財（歴史資料）第1号。旧松代町指定文化財第26号、1989年（平成元年）12月14日指定。
1798年（寛政10年）に松苧神社に奉納された俳句の献額であり、北越雪譜の著者、鈴木牧之の句を含む計101句が載せられている。
金剛力士像絵馬一対
十日町市指定有形文化財（絵画）第2号。旧松代町指定文化財第33号、1992年（平成4年）12月14日指定。
緑青で描かれた阿形の青不動、朱色で吽形の青不動の2対の絵馬である。なお不動とは金剛力士のことを指している。剝落が進み、像は消えかかっているが。裏面に明応3年（1494年）制作との墨書が残っている。
松苧神領莇平一村売渡証文
十日町市指定有形文化財（古文書）第2号。旧松代町指定文化財第41号、1994年（平成6年）12月15日指定。
1492年（延徳4年）、林蔵寺の前身であった養泰寺が、松苧神社の神領を売却した際に交わした証文。裏面には越後守護代の長尾能景ら3名の花押がある。
犬伏裸太鼓
十日町市指定地域文化財第9号。旧松代町指定文化財第24号、1981年（昭和56年）2月26日指定。
8月18日の犬伏裸祭り（秋の例大祭）時に披露される裸太鼓。

### 松苧神社総社以外
室野松苧神社の大スギ
十日町市指定天然記念物第11号。旧松代町指定天然記念物、1992年（平成4年）12月14日指定。
指定解除になったもの
松之山の大ケヤキ

## 分社

### 旧松代町区域
2023年現在残っている松苧神社の他、旧松代町では小池、千年、菅刈の各集落にも松苧神社があり、蒲生集落には本松苧神社があった。
松代（まつだい）
- 住所：大字松代字大沢68番地[82]
- 祭神：大山咋神、天津彦根神 [82]
- 創建年不詳、江戸時代の1680年（延宝8年）の当神社に関する記録が残っている[112]。

蓬平（よもぎひら）
- 住所：大字蓬平字十二林154番地[113]
- 祭神：奴奈川姫神[113]
- 創建年不詳、1680年（延宝8年）に、郡奉行に提出された神社修復のための境内の立木伐採に関する願書が残っている[113]。

仙納（せんのう）
- 住所：大字仙納字大峰398番地[114]
- 祭神：大山咋神[114]
- 由緒等不詳[114]

莇平（あざみひら）
- 住所：大字莇平字上抜1076番地[115]
- 祭神：大山咋神[115]
- 創建年不詳、社殿は1975年建造。社殿前に杉の大木がある[115]。

小池寺田（こいけてらだ）
- 住所：大字小池字構平1667番地[115]
- 祭神：大山咋神[115]
- 由緒等不詳[115]

名平（なびろう）
- 住所：大字名平字薬師527番地[115]
- 祭神：大山咋神[115]
- 由緒等不詳[115]

蒲生（かもう）
- 住所：大字名平字宮ノ脇1973番地[115]
- 祭神：大山咋神[115]
- 由緒等不詳[115]

儀明（ぎみょう）
- 住所：大字儀明字下村1828番地[116]
- 祭神：天照大神、大山咋神[116]
- 由緒等不詳[116]

福島（ふくしま）
- 住所：大字福島字大百刈935番地[116]
- 祭神：大山咋神[116]
- 福島集落が南北朝時代に開かれたとの言い伝えがあり、集落と同時期の創建であると考えられている。室町時代に造られたご神体がある[116]。

室野（むろの）
- 住所：大字室野字苧ノ平1112番地[117]
- 祭神：天照大神、大山咋神、大山祇神 [117]
- 創建年不詳、室野松苧神社の大スギがある[117]。

### 旧松之山町区域
雨水越（あまみず）
- 住所：雨水越江尻923[118]
- 祭神：大山咋神[118]
- 由緒等不詳[118]

湯山（ゆやま）
- 住所：湯山字南原976[118]
- 祭神：奴奈川姫神、建御名方命、月読命、天照大神[118]
- 創建年不詳、1909年に湯山集落内にあった諏訪神社、日月社を合祀している[118]。境内には国指定の天然記念物であった松之山の大ケヤキがあった。

浦田（うらだ）
- 住所：浦田字宮ノ沖834[119]
- 祭神：大山咋神[119]
- 創建年不詳、かつて浦田郷の総社とされ、大宮とも呼ばれた。社殿は1860年（万延元年）の建造[119]。明治維新後は村社に列された[120]。

なお橋詰、猪之名集落の松苧神社は近隣の集落にあった他の神社とともに、1928年9月9日に三柱神社として合祀された。

### 旧大島村区域
嶺（みね）
- 住所：大字嶺字前田2451番地[122]
- 祭神：大山咋神[122]
- 創建年不詳、1871年（明治4年）8月に社殿が焼失し、翌1872年（明治5年）6月に再建されたものの、1879年（明治12年）に破壊されてしまい、1880年（明治13年）に再々建された[122]。

### 旧吉田村区域
真田中手（さなだなかって）

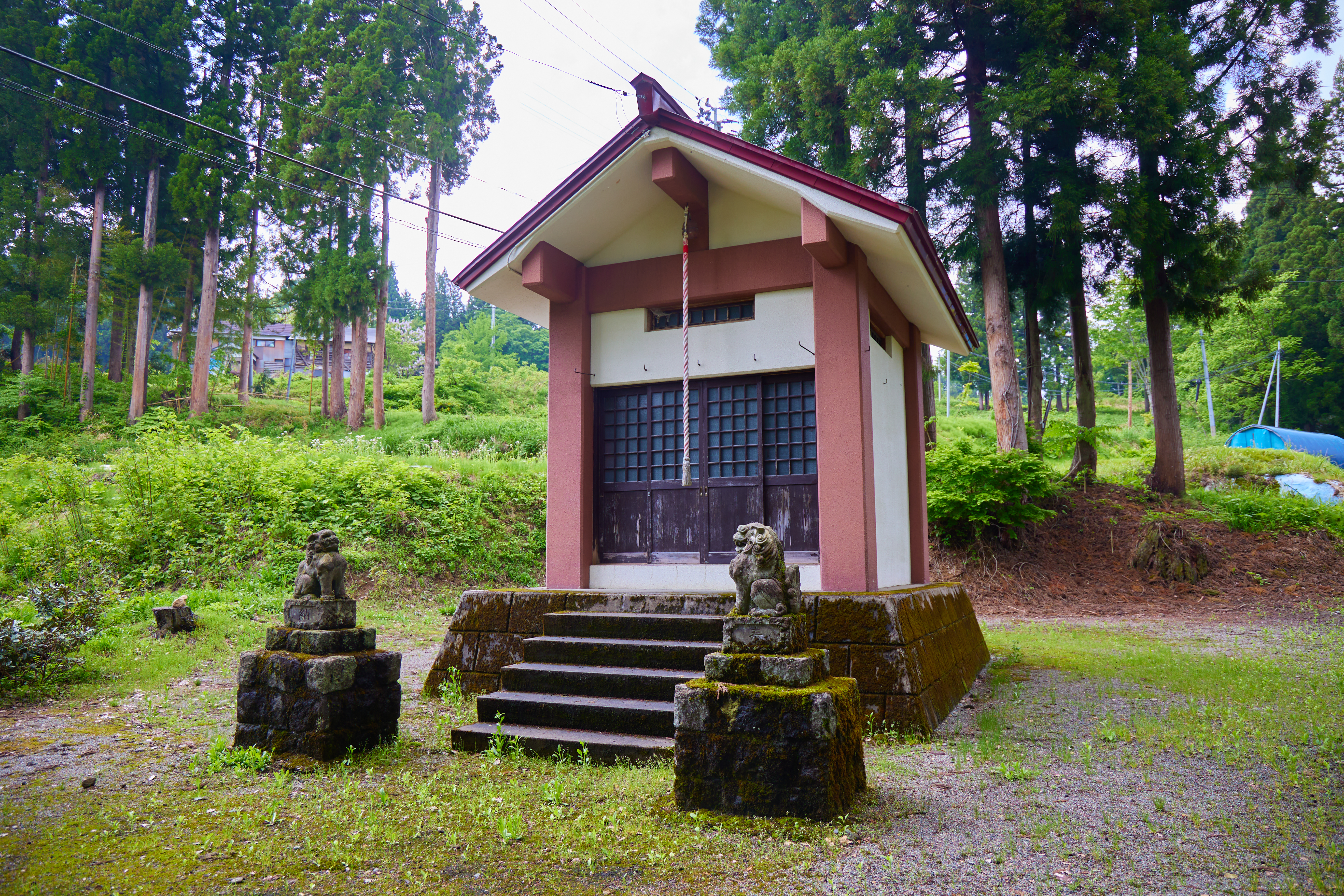
真田中手の松苧神社

- 住所：大字眞田乙390番地[123]
- 社殿は江戸時代末期に建てられたと伝えられており、間口二間、奥行き二間が原型[124]。1804年（文化元年）頃、移転改築された後の1866年（慶応2年）に鳥居が建立され、この頃に参道などが整備された[125]。1919年発行の中魚沼郡誌には「9月19日に例祭が開催されていた」と明記されている[126]。1986年8月には、氏子の減少や茅葺屋根の老朽化などから鉄筋コンクリート造に改築された[15]。

### 津南町区域
津南町鹿渡の松尾神社は、1868年（慶応4年）に行われた33年に一度の御開帳に際して、吉田家の命により松尾神社と改名される以前は松苧神社であった。祭神は大山咋神、市杵島姫命。なお33年に一度の御開帳は継続されており、直近では1996年（平成8年）6月に行われた。
当社の祭神である市杵島姫命は嫌いな男神から執拗に恋慕されたため都から津南町鹿渡まで逃げてきて、土地の神は市杵島姫命の境遇に同情して犬伏の松苧山にかくまったとの伝承がある。このため津南町鹿渡の松尾神社は犬伏の松苧神社総社の姉妹社ともされ、8月に行われる総社の例祭には数名の代表者を派遣してきた。